# ドーナツ・ピーナツ
ドーナツ・ピーナツは、吉本興業（大阪本社）所属のお笑いコンビ。2014年結成。NSC東京校19期生。

## メンバー
ピーナツ（1992年12月3日 - ）（32歳）
ボケ・ネタ作り担当、立ち位置は向かって左。
福岡県北九州市小倉出身。福岡県立小倉南高等学校卒業。身長164 cm、体重53 kg。
本名は岩田 蓮也（いわた れんや）。
妹が2人いる。
おばあちゃん子であり、祖母はスナックを営んでいた。
趣味は読書、散歩。特技はバスケットボール、サッカー、絵。

ドーナツ（1992年6月21日 - ）（33歳）
ツッコミ担当、立ち位置は向かって右。
福岡県北九州市小倉出身。福岡県立小倉南高等学校卒業。身長178 cm、体重63 kg。血液型AB型。
本名は平沢 孝文（ひらさわ たかふみ）。
趣味および特技は料理、趣味は食べ歩き。
2025年7月15日、自身のInstagramで結婚したことを報告。

## 略歴
福岡県立小倉南高等学校時代の同級生で結成。東京NSCを19期生として卒業後、大阪に拠点を移し大阪NSC36期卒業として活動している。
高校時代の成績がビリだったドーナツと、下から2番目だったピーナツは、一緒に補習を受けているうちに仲良くなり、共に芸人を志す。元は大阪NSCに入ろうとしていたが、夜行バスを乗り過ごして東京まで来てしまい、東京のキラキラに押されて東京NSCへ入った。（後にこれは劇場でピーナツが咄嗟に考えた嘘であり、元から東京NSCに入るつもりだったと明かしている。）しかし、前述の通りNSC卒業後は大阪に拠点を移し、よしもと漫才劇場に出演している。NSC時代は2人とも同期の兼近大樹（現EXIT）とルームシェアしていた。
現在のコンビ名は、2014年頃から2人が弟子入りしている中田カウス・ボタンのカウスが名付け親。「ドーナツ」はかつてドーナツがミスタードーナツでアルバイトをしていたことが由来。「ピーナツ」はその韻を踏んでつけた。
2023年、第12回ytv漫才新人賞で準優勝。2025年には、第10回上方漫才協会大賞で大賞を受賞。

## エピソード

### コンビ
- 立ち位置は向かって左から「ピーナツ・ドーナツ」であるため、しばしば名前を取り違えられる[6]。

### ピーナツ
- 童顔。高校時代にドーナツと自転車の二人乗りをしていたところ警察に止められ、ドーナツが「二人乗りはダメだ、今すぐ降りろ！」「23時半に小学生を連れ回して！」と怒られ、ピーナツは勘違いされたままパトカーで家まで送ってもらった。近年も年齢確認はもちろんのこと、鴨川で唐揚げを1人で食べていたら外国人に「Come on!」と手招きされ、「迷子の中学生がいる！」と迷子センターに連れて行かれたこともあった。
- 祖母の朝食はタバコと麦焼酎であり、ひ孫（ピーナツの妹の子）が産まれた際には浮かれて「良し悪しの分かる知恵のある子で良知子（いいちこ）はどうや！」と言っていた。第二候補は麦だったが、理由が理由なだけにどちらも却下された。
- 地元福岡でライブを行った際に祖母が来たが、チケットも持たない状態でハイボールのロング缶とタバコを持って「孫が出るんじゃ」と言い現れたため、優秀なスタッフの手によって阻止された。楽屋に来ることが出来た時もあったが、その際は挨拶より先に喫煙所はどこか聞いてきた。
- 小学生時代に綱引きを習っていた。ボブサップというチームに所属しており、県大会でゴリラというチームと戦って負けた。

### ドーナツ
- 中学生の時にドーナツの父が浮気を行っていた。ハートマークが大量に使用されたメールを打っている最中に寝落ちしたためドーナツの母にバレることとなった。また、当時父はガラケーを使用していたため、母はガラケーを通常曲がる向きとは逆に折り曲げるといういわゆる逆パカを行い、寝ている父はそれを口に突っ込まれた。

## 芸風
主に漫才。ピーナツが癖の強いキャラクターを演じ、ドーナツがキレのあるツッコミをするスタイル。漫才中も普段と同じく2人とも北九州弁を使う。
コントはNSC時代に講師からきつくダメ出しされて以来トラウマとなったため、あまり積極的には行っていない。

## 出囃子
- 初代：ミシェル・ルグラン「Di-Gue-Ding-Ding」
- 2代目：Yum!Yum!ORANGE「葛飾ラプソディー」
- 3代目：The Roosters 「どうしようもない恋の歌」（2022年4月 - ）[8][9]

## 賞レースでの戦績

### M-1グランプリ
| 年（回）         | 結果         | エントリー No. | 会場               | 日時     | 備考           |
| ---------------- | ------------ | -------------- | ------------------ | -------- | -------------- |
| 2016年（第12回） | 2回戦進出    | 1295           | 大丸心斎橋劇場     | 10月4日  |                |
| 2017年（第13回） | 3回戦進出    | 1731           | よしもと漫才劇場   | 10月25日 |                |
| 2018年（第14回） | 3回戦進出    | 1555           | よしもと祇園花月   | 10月24日 |                |
| 2019年（第15回） | 準々決勝進出 | 2572           | なんばグランド花月 | 11月18日 |                |
| 2020年（第16回） | 2回戦進出    | 2808           | よしもと漫才劇場   | 10月27日 |                |
| 2021年（第17回） | 準々決勝進出 | 3785           | なんばグランド花月 | 11月11日 |                |
| 2022年（第18回） | 3回戦進出    | 1486           | よしもと漫才劇場   | 10月24日 |                |
| 2023年（第19回） | 準決勝進出   | 4640           | NEW PIER HALL      | 12月7日  | 敗者復活戦進出 |
| 2024年（第20回） | 準々決勝進出 | 6198           | なんばグランド花月 | 11月20日 | 1回戦シード    |

### ytv漫才新人賞
| 回（年）              | 結果       | 備考                                     |
| --------------------- | ---------- | ---------------------------------------- |
| 第9回（2019 - 20年）  | 選考会敗退 | ROUND2 12位、ROUND3 11位                 |
| 第11回（2021 - 22年） | 選考会敗退 | ROUND1 3位、ROUND2 4位、ROUND3 9位       |
| 第12回（2022 - 23年） | 準優勝     | ROUND1 1位通過                           |
| 第13回（2023 - 24年） | 決定戦4位  | ラストイヤー ROUND1 10位、ROUND2 1位通過 |

### その他
- 2020年 第41回ABCお笑いグランプリ 最終予選進出[10]
- 2022年 第7回上方漫才協会大賞 新人賞受賞
- 2022年 第43回ABCお笑いグランプリ 決勝進出[11]
- 2025年 第10回上方漫才協会大賞 大賞

## 出演

### テレビ
- GAMBA TV〜青と黒〜（毎日放送、2024年1月 - ） - メインMC
- せやねん!（毎日放送、2024年4月 - ）[12]
- お笑いワイドショー マルコポロリ!（関西テレビ、2024年4月7日 - ）- レギュラー[13]
- かんさい情報ネットten.（読売テレビ、2024年10月1日 - ）- 火曜コーナーレギュラー[14]
- ドーナツ・ピーナツの人生は漫才だ～マイク1本べしゃり道～（毎日放送、2025年3月15日【14日深夜】）- 冠特番[15]

### ラジオ
- ドーナツ・ピーナツのラジオ なんかちゃ!（stand.fm、2022年8月8日 - ） - 毎週月曜日20時配信

### CM
- 551蓬莱（2022年 - ）